# Asplenium × jingyunense
Asplenium × jingyunense là một loài dương xỉ trong họ Aspleniaceae. Loài này được Z.R.Wang & K.Q.Wang mô tả khoa học đầu tiên năm 2003.
Danh pháp khoa học của loài này chưa được làm sáng tỏ. 